# Porto Novo (Cap-Vert)
Pour les articles homonymes, voir Porto-Novo, Portonovo et Porto Novo (Port au Cap-Vert).
Porto Novo est une localité côtière du Cap-Vert située au sud-est de l'île de Santo Antão. Siège de la municipalité (concelho) du même nom, c'est une « ville » (Cidade) – un statut spécifique conféré automatiquement à tous les sièges de municipalités depuis 2010.
Porto Novo est dotée d'un port d'où s'effectuent les liaisons maritimes avec l'île de Sao Vicente toute proche.